# محمد جاسم مهدی
محمد جاسم مهدی (انگلیسی: Mohamed Jassim Mahdi) یک بازیکن فوتبال اهل عراق است.
از باشگاه‌هایی که در آن بازی کرده‌است می‌توان به الزورا اشاره کرد.
وی همچنین در تیم ملی فوتبال تیم ملی فوتبال عراق بازی کرده است.